# Žalm 96
Žalm 96 („Zpívejte Hospodinu píseň novou“, v Septuagintě dle řeckého číslování žalm 95) je biblický žalm. Podle židovské tradice tento žalm patří k sérii 11 žalmů, jež sepsal Mojžíš. Rabín Aryeh Kaplan se na základě midraše domnívá, že tyto žalmy, tzn. žalm 90–100, byly určeny k použití jako prostředek k dosažení proroctví.

## Charakteristika
Jedná se o hymnickou oslavu Hospodinova kralování. Žalm vyzývá nejen Izraelce, ale celé lidstvo, aby všichni pěli chválu na počest Boha, jenž přichází soudit zemi.

## Užití v liturgii
V judaismu je žalm recitován při zahájení Šabatu, kdy je podle siduru součástí liturgie zvané Kabalat Šabat („Přivítání Šabatu“). Většina veršů žalmu se navíc kryje s textem z Knihy kronik, kde je uvedeno, že tato a další slova svěřil král David pěvci Asafovi a jeho druhům, aby je zpívali před schránou smlouvy. Tyto verše jsou v židovské liturgii nedílnou součástí ranní modlitby v části zvané Psukej de-zimra („Verše písní“). V době, kdy schrána úmluvy ještě spočívala v přenosném svatostánku, byly podle hebrejského spisu „Seder olam raba“ verše žalmu čteny každý den při večerní oběti.

## Užití v umění
Několik veršů 96. žalmu zhudebnil Antonín Dvořák v rámci písňového cyklu Biblické písně.